# Історико-культурна цінність
Історико-культурна цінність — об'єкти історії, археології, ландшафту, архітектури, мистецтва, садово-паркового мистецтва та літератури, що охороняються державою або міжнародним співтовариством.